# Sorriso Esporte Clube
Sorriso Esporte Clube é um clube de futebol brasileiro, da cidade de Sorriso (Mato Grosso), fundado em 20 de julho de 1985.

## História
O SEC Possui 2 títulos de Campeão Matogrossense em 1992 e 1993. Depois disso a melhor participação do SEC em estaduais foi um 4º lugar em 2008. 
O SEC já participou de 2 copas do Brasil Em 1993 enfrentou o Grêmio Foot-Ball Porto Alegrense aonde empatou em casa por 1x1, e perdeu em Porto Alegre por 5x2.
Já em 1994 enfrentou o Vitória da Bahia, novamente empatou em casa por 1x1, provando a força do Lobo do Norte jogando na Toca do Lobo, e acabou derrotado em Salvador-BA por 4x0.

## Rivalidades
Tem como principais rivais o Sinop Futebol Clube (com quem faz o Clássico do Nortão) e o Luverdense Esporte Clube (com quem faz o Clássico da Soja).
- Luverdense Esporte Clube (Clássico da Soja)

Em 21 jogos disputados são 15 vitórias em favor do Luverdense contra apenas 02 vitórias do Sorriso e 04 Empates. O Luverdense marcou 45 gols e o Sorriso 21 gols
A maior goleada ocorreu em 2012, quando o Luverdense venceu pelo marcador de 4x1 no Passo das Emas em partida válida pelo Estadual
Ultima Partida → Sorriso 4x4 Luverdense (Campeonato Matogrossense 2012)

## Títulos
| Estaduais | Estaduais                              | Estaduais | Estaduais   |
|           | Competição                             | Títulos   | Temporadas  |
| --------- | -------------------------------------- | --------- | ----------- |
|           | Campeonato Mato-Grossense              | 2         | 1992 e 1993 |
|           | Campeonato Mato-Grossense - 2ª Divisão | 1         | 2013        |

### Campanhas de destaque
Campeonato Mato-Grossense2008 (6.º lugar) e 2009 (4.º lugar)2010 (5.º lugar)2011 (8.º lugar)2012 (9.º lugar)
Campeonato Mato-Grossense - 2.ª Divisão1991 (Vice-campeão)
- Destaques na Copa do Brasil

1993 - Último adversárioGrêmio-RS (1-1, 5-2)
1994 - Último adversárioVitória-BA (1-1, 4-0)

## Categorias de base
A base do SEC também tem uma história vencedora.
Em 2006, foi 3º Colocado Copa Governador Sub-18. No mesmo ano foi Campeão Invicto da Copa Norte Sub-17. 
Em 2007, foi 2º colocado no Estadual  Sub-18, aonde conquistou a vaga para a Copa SP de juniores, maior competição de Juniores do país. 
Em 2008, participou Copa São Paulo de Futebol Júnior. No segundo jogo, enfrentou o poderoso Corinthians. Acabou perdendo por 2-0, mas fez bonito por jogar de igual pra igual contra um dos favoritos ao título, encerrando sua participação como o melhor mato-grossense na competição. 
Em 2009, o time conquistou o título Matogrossense da categoria sub-18, se classificando para a Copa São Paulo de Futebol Júnior de 2010.

## Estatísticas

### Participações
|  | Participações em 2020 |

| Competição  | Competição                | Temporadas | Melhor campanha       | Anos                             | P | R |
| Mato Grosso | Campeonato Mato-Grossense | 15         | Campeão (1992 e 1993) | 1992-1995, 1997, 2001, 2004-2012 |   | 1 |
| Mato Grosso | 2ª Divisão                | 2          | Campeão (2013)        | 1991, 2013                       | 2 |   |
| Brasil      | Copa do Brasil            | 2          | 1ª fase (1993 e 1994) | 1993-1994                        |   |   |

## Ranking da CBF
- Posição: -
- Pontuação: -